# Baranyahídvég
Baranyahídvég (en croata: Idvik) es una aldea en el condado de Baranya, Hungría.